# Franz Courtens
Pour les articles homonymes, voir Courtens.
Franz ou Frans Courtens (de son vrai nom Franciscus Eduardus Maria Courtens) est un peintre belge né à Termonde le 4 février 1854 et mort à Saint-Josse-ten-Noode le 2 janvier 1943.

## Biographie

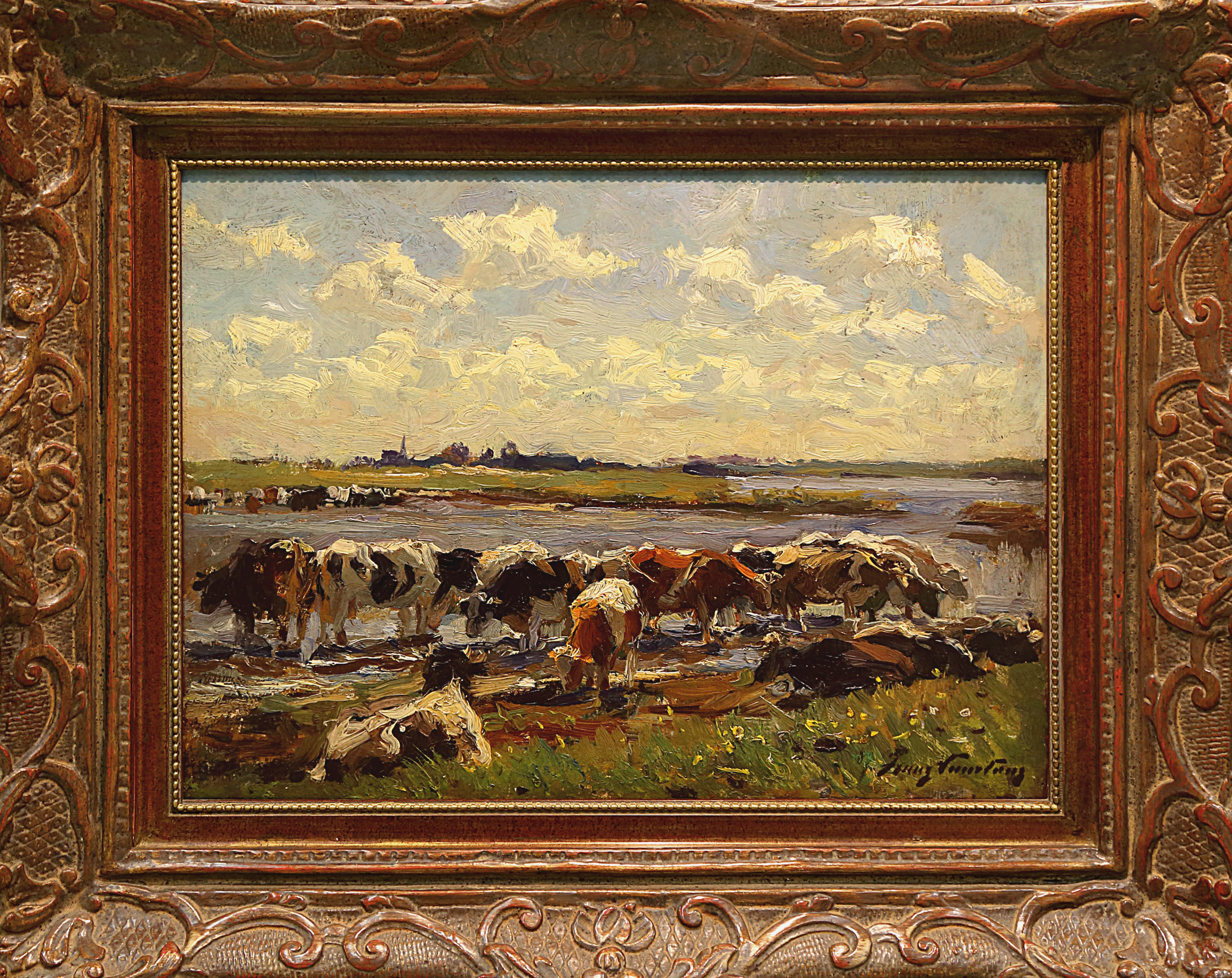
Vaches à l'abreuvoir, huile sur toile.

Franz Courtens est le fils d'Édouard Courtens, prospère commerçant en huiles et patron batelier, et Joanna Vanderweeg, d'origine hollandaise. Il était marié à Maria Van der Cruyssen. Il est le père du peintre Hermann Courtens (1884-1956) et du sculpteur Alfred Courtens (1889-1967), grand-père des peintres Pierre Courtens (1921-2004) et Jacques Courtens (1926-1988).
Passionné très tôt par la peinture, il convainc son père de le laisser débuter une carrière d'artiste-peintre.
Inscrit à quinze ans à l'Académie des beaux-arts de Termonde il a comme professeurs les peintres paysagistes Jacques Rosseels (1828-1912), Isidore Meyers (1836-1916) et Frans Vinck (1827-1903).
Il s'installe à Bruxelles à vingt ans en 1874 où il fréquente l'académie libre qui se trouve au premier étage au-dessus du café La Patte de Dindon. Sa rencontre avec Hippolyte Boulenger et l'École de Tervueren l'amène à la pratique de la peinture en plein air. 
Il se rend en Zélande où il peint son premier tableau à succès la Barque à Moules. En 1883, cette peinture obtient la médaille d'or à l'Exposition d'Amsterdam. En 1884, il obtient une médaille de 3e classe au Salon des artistes français puis un Grand Prix à l'Exposition universelle de 1889 à Paris.
Ses travaux (paysages des environs de Bruxelles, de Campine, de Bruges, de Hollande) connaissent rapidement énormément de succès. Ses œuvres sont principalement des dessins et peintures de paysages, d'animaux et de marines. Il sera très réputé pour sa palette lumineuse jouant avec les changements atmosphériques.
Il est professeur à l'Institut supérieur de l’Académie royale des beaux-arts d’Anvers (NHISKA) à partir de 1903. Il est également membre de l'Académie royale de Belgique en 1904, de l'Académie allemande et de l'Institut de France. 
Ses contemporains et les critiques d'art le considèrent comme le fer de lance de l'Impressionnisme et le surnomment le Rubens de la peinture paysagiste. Il sera chef de file de l'École de Termonde, mais se déclarera grand admirateur de l'École de Tervueren et de l'École de Fontainebleau.
À partir de 1907 et sur invitation de la famille royale, il peint régulièrement dans le parc de Laeken.
Parmi ses disciples, relevons le nom de Firmin Verhevick.
En 1919, Franz Courtens réussit à convaincre les parents de Paul Delvaux de laisser ce dernier choisir une carrière d'artiste peintre, alors qu'ils étaient fort hésitants, espérant le voir devenir avocat ou architecte.
À la suite de son décès, il est inhumé dans le cimetière de Saint-Josse-ten-Noode.

## Distinctions et hommages

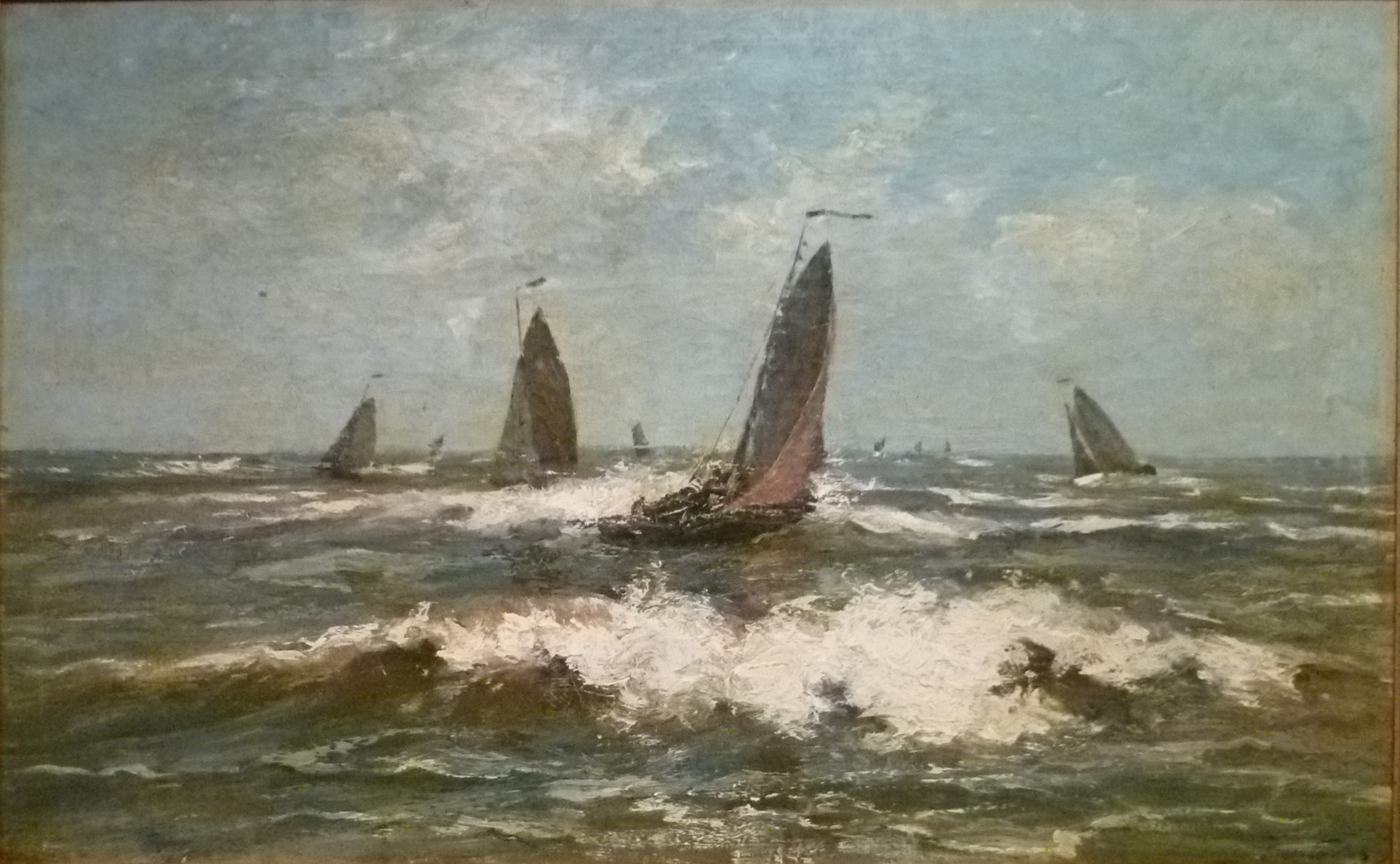
La Vague, ca. 1926, huile sur toile, 51 × 85 cm.

Il est anobli par le roi Albert Ier en 1922 et porte le titre de baron.
En 1907 la ville de Termonde baptise une de ses artères du nom de Franz Courtens (la Franz Courtensstraat). Sa maison natale se trouve dans cette rue. En 1950, Alfred Courtens réalise une statue à l'effigie de son père. Cette statue est située dans la Franz Courtensstraat de Termonde et est inaugurée par la reine Élisabeth.

Les communes de Schaerbeek et d'Evere baptisent également une de leurs voiries communales du nom de Frans Courtens : avenue Frans Courtens sur le territoire de Schaerbeek et rue Frans Courtens sur le territoire d'Evere. 

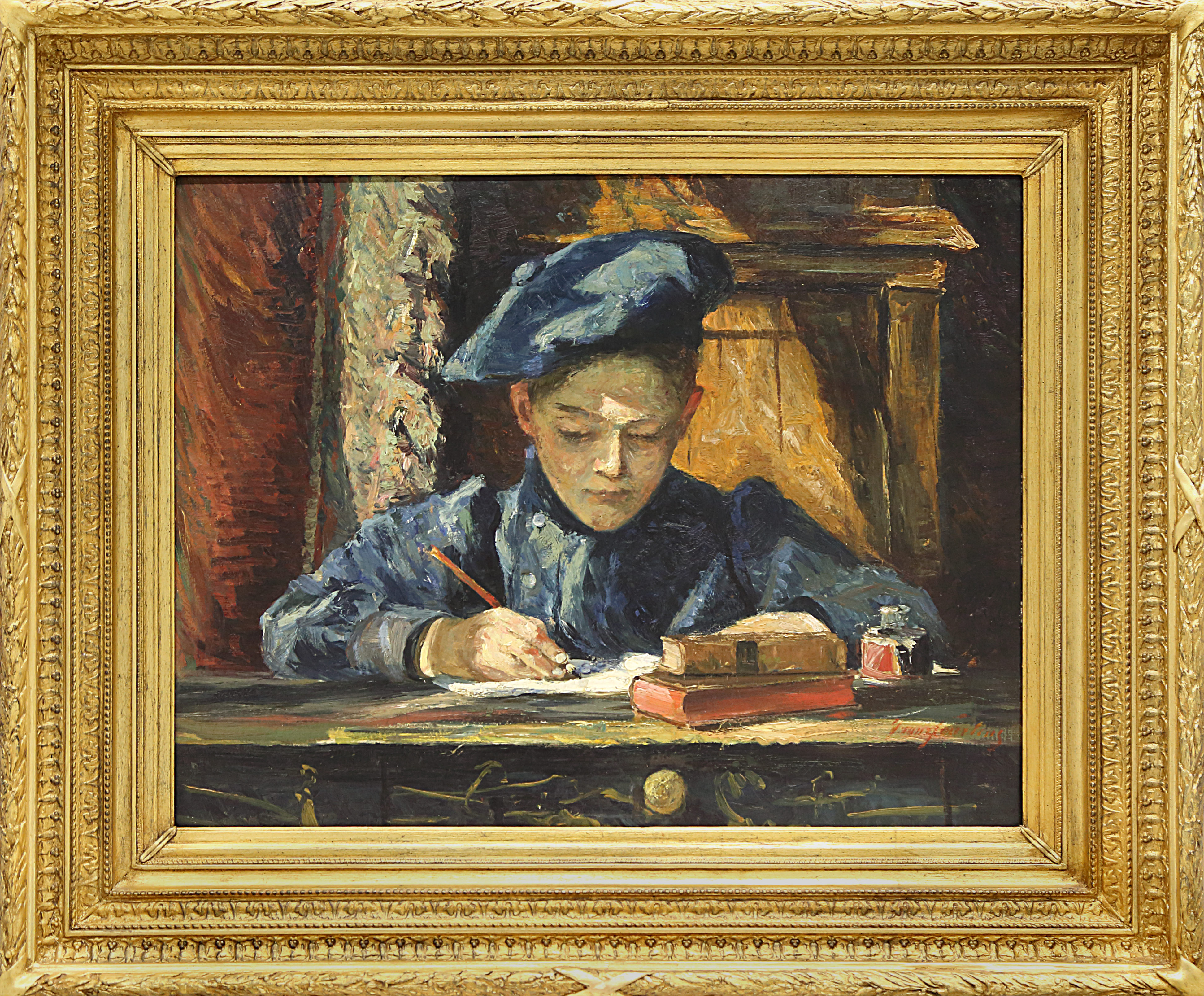
Le jeune étudiant, 1893, huile sur bois.

Les distinctions honorifiques suivantes lui ont été décernées:

## Distinctions
- Chevalier de l'ordre de Léopold (22 novembre 1884)[6].
- Officier de l'ordre de Léopold (16 janvier 1892)[7].
- Grand cordon de l'ordre de la Couronne ;
- Grand officier de l'ordre de Léopold ;
- Grand officier de l'ordre d'Alphonse XII d'Espagne ;
- Commandeur de la Légion d'honneur (en 1932) ;
- Commandeur de l'ordre de la Couronne d'Italie (en 1912) ;
- Commandeur de l'ordre de Frédéric (royaume de Würtemberg).

## Collections Publiques
- 1883 : Barque à moules (musée de Stuttgart) ;
- 1889 : Pluie d'or (musée de Budapest) ;
- 1891 : Sous-bois, huile sur toile, 61 cm x 80,5 cm (musées royaux des beaux-arts de Belgique)
- Circa 1892 : Drève ensoleillée (musée des beaux-arts de Liège)[8];
- 1904 : L'Été ;
- 1918 : Plaine de Dixmude ;
- 1936 : Repos dans la dune ;
- Jeune femme au foulard, dessin (musée archéologique d'Arlon) ;
- Bourrasque de neige (Collection royale de Belgique) ;
- Solitude (Collection royale de Belgique) ;
- Moisson (musée des Beaux-Arts de Charleroi) ;
- Barques à marée basse (musée Charlier à Saint-Josse-ten-Noode) ;
- Midi - village hollandais (musée des Beaux-Arts de Tournai) ;
- Les vieilles de Schiedam ;
- La sortie de l'Office ;
- La traite ;
- Dans les jacinthes ;
- Mare dormante sous bois ;
- Sous le hêtre ;
- Les nourrices (musée de Magdebourg) ;
- Soleil de septembre ;
- Dégel ;
- Le long chemin ;
- Verger ;
- Ex-voto ;
- Dernier jour d'automne ;
- Printemps ;
- Nuit ;
- La sieste des vaches ;
- Prélude du matin ;
- Matin Hollande ;
- Vue d'un village (Université libre de Bruxelles - Archives, patrimoine, réserve précieuse).

## Élèves
- Felix Eyskens ;
- Paul Kuhstohs[9] ;
- Floris Jespers ;
- Georges Van Raemdonck ;
- Valerius De Saedeleer qui l'a accompagné dans les villages hollandais de Vogelzang et Philippine et ensuite dans les villages aux alentours de Termonde [10];
- Julien Celos ;
- Hermann Courtens, son fils aîné.